# Cultivos lácticos

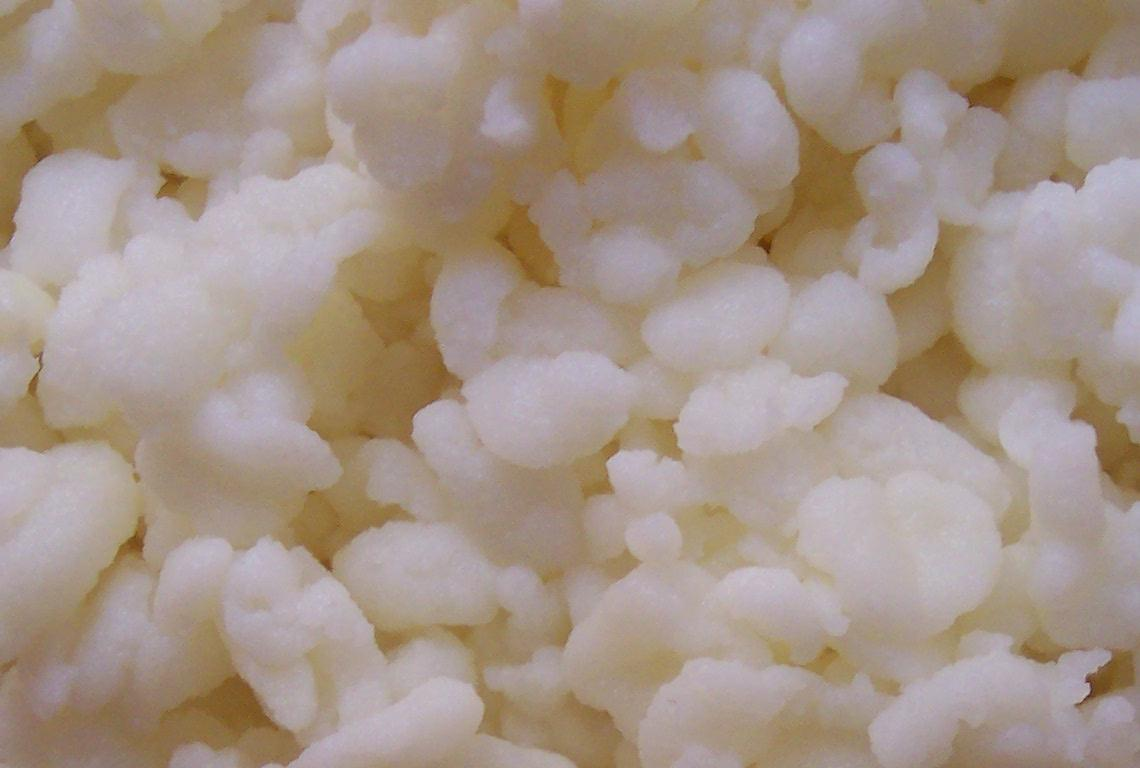
Cultivo de Lactobacillus bulgaricus.

Las bacterias del ácido láctico (BAL), bacterias ácido lácticas o cultivos lácticos (cultivo al ser procesadas y multiplicadas para su utilización como grupo) comprenden un caldo de bacterias fermentadoras y productoras de ácido láctico, función por la que son empleadas en la industria para darles ciertas cualidades a los alimentos y protegerlos contra la acción de otros organismos dañinos. Son un ejemplo los lactobacilos, que aportan al producto un buen cuidado.

## Características
Las bacterias lácticas son grampositivas, ácidotolerantes, algunos en rangos de pH entre 4.8 y 9.6, permitiéndoles sobrevivir naturalmente en medios donde otras bacterias no aguantarían la aumentada actividad producida por los ácidos orgánicos Son organismos que no forman esporas, son inmóviles, cocos o bacilos con bajo contenido de guanina y citocina, y asociados todos por sus características metabólicas y fisiológicas comunes. Estas son bacterias que generalmente se encuentran en plantas y productos lácteos en descomposición produciendo ácido láctico como producto metabólico final de la fermentación de carbohidratos. Esta particularidad ha enlazado, históricamente, a los BAL con la producción de alimentos fermentados, pues la acidificación que producen inhibe el crecimiento de agentes que causan descomposición. Más aún, algunas BAL son productoras de bacterocinas tóxicas, proveyendo un obstáculo adicional para los microorganismos patogénicos. De hecho, el ácido láctico y otros productos metabólicos de las BAL contribuyen a las propiedades organolépticas y el perfil textural de un alimento específico. La importancia industrial de las BAL se evidencia también porque, por lo general consideradas no peligrosas, debido a que están en variados alimentos y por su contribución como flora saprofita de las superficies mucosas humanas. Los géneros básicos que comprenden las BAL son Lactobacillus, Leuconostoc, Pediococcus, Lactococcus, y Streptococcus así como los Lactobacillales Aerococcus, Carnobacterium, Enterococcus, Oenococcus, Teragenococcus, Vagococcus, y Weisella.
Los medios de cultivo para bacterias lácticas típicamente incluyen fuentes de carbohidratos, siendo que la mayoría de estas especies son incapaces de aprovechar la respiración celular.

## Cultivos lácteos
La percepción con respecto a los microorganismos es que son causantes daños, tanto para los alimentos como para los humanos, esto es cierto en los grupos de microorganismos que provocan la descomposición de alimentos como la carne, la leche y las frutas. En el caso de la leche las técnicas de control y el manejo han hecho que los riesgos en ella disminuyan y la seguridad de ésta aumente, en algunos derivados pueden ser causante de serios perjuicios hasta el punto de producir metabolitos mortales, como las toxinas, que se pueden evidenciar por la presencia de manchas en el queso, sabores indeseables, hinchazón. Las bacterias patógenas más comunes son Escherichia coli, Staphylococcus aureus y otros como los coliformes y algunas enterobacterias.
Así como hay bacterias que afectan la salud humana, hay otras que además de ser inocuas, son necesarias. Dentro de este amplio grupo se encuentran las bacterias lácteas utilizadas en la elaboración de queso, yogur y la mantequilla. Estos microorganismos influyen en el proceso de acidificación (disminución de pH), imprescindible para otorgarle al queso sus características propias (textura, sabor y aroma) e impedir el desarrollo de bacterias dañinas, en otras palabras producen cambios benéficos en los alimentos, cambios que pueden ser físicos o químicos, en general esto hace que además la vida útil aumente. A estos grupos se les ha denominado cultivos lácticos, “cultivo starter” o fermentos lácticos que a diferencia de los potencialmente patógenos proveen características particulares deseadas en forma más segura y predecible.

## Fermentación
En la microbiología se utilizan los términos fermentación y fermentaciones industriales, para caracterizar a los procesos o tecnologías basados en el uso de microorganismos. El término "fermentación", que deriva del latín fermentar (hervir), inicialmente solo utilizado en la actividad microbiana anaerobia, se fue aplicando así mismo a procesos aerobios y finalmente también a aquellos que utilizan células animales y vegetales. 
La función primaria de los cultivos iniciadores lácticos es la producción de ácido láctico a partir de la lactosa, que consecuentemente produce un cambio en el estado de la leche, líquido a gel, debido a que la caseína alcanza un pH de 4.4 a 4.6, llamado punto isoeléctrico (carga neta cero). Este cambio en la acidez produce inhibición de microorganismos indeseables.
Desde el punto de vista organoléptico los cultivos tiene como función: producción de sabor, aroma ocasionado por la producción de etanol, la actividad proteolítica y lipolítica.

## Metabolismo de bacterias lácticas
Existen dos vías básicas de fermentación de hexosas que son usados para la clasificación de los géneros de BAL. En condiciones de exceso de glucosa y un limitado uso de oxígeno, las BAL homolácticos transforman un mol de glucosa a través de la vía glucolítica de Embden-Meyerhof-Parnas para formar dos moles de piruvato. El balance redox intracelular se mantiene por la oxidación de NADH con la concomitante reducción del piruvato en ácido láctico. Este proceso genera dos moles de ATP por cada mol de glucosa consumida. Los representantes de las BAL homolácticas incluyen Lactococcus, Enterococcus, Streptococcus, Pediococcus y el grupo I Lactobacilli.
Las BAL heterofermentativas utilizan la ruta de la pentosa fosfato, en la que un mol de glucosa-6-fosfato es inicialmente deshidrogenada a 6-fosfogluconato y luego descarboxilada para producir un mol de CO2. El resultante pentosa-5-fosfato es disociada en un mol de fosfato de gliceraldehído y un mol de acetilfosfato. El fosfato de gliceraldehído se metaboliza luego en ácido láctico, tal como en la reacción de los homofermentadores, con el acetilfosfato reduciéndose a etanol vía los intermediarios acetil-CoA y acetaldehído. Teoréticamente, los productos finales (incluyendo el ATP) son producidos en cantidades equimolares a partir del catabolismo de un mol de glucosa. Las BAL obligatoriamente heterofermentativas incluyen: Leuconostoc, Oenococcus, Weissella, y el grupo III Lactobacilli.

## Tipos de cultivos iniciadores

### Naturales
Muchas bacterias de origen desconocido, no presentan uniformidad de sus características y los productos pueden ser de características variables. Presentan resistencia a fagos y otros microorganismos. En algunos quesos como el queso paípa – de origen colombiano – se fermenta con la flora natural de la leche. El riesgo principal al utilizar la flora natural es la inseguridad a la hora del consumo de estos.

### Seleccionados
Poca variedad de bacterias, todas conocidas y de proporciones bien definidas. su comportamiento es muy conocido, los productos pueden tener siempre las mismas características, fácilmente alterados por contaminantes químicos y biológicos, son de menor mano de obra para su manejo se ahorra cantidad sustancial de leche.

### Simple o definido
Constituido por una cepa o un grupo de cepas identificadas. Mezcla o compuesto: más de una cepa, aportando cada una características especiales. Los cultivos lácticos pueden ser categorizados en mesofílicos o termofílicos: muser nck.
Los microorganismos pueden multiplicarse eficientemente en función de la temperatura; psicrofílicos; a temperaturas de refrigeración e incluso congelación, mesofílicos; entre 20 y 35 °C y los termófilos entre 35 y 50 °C. En el caso de los alimentos, los más utilizados son los dos últimos.

#### Cultivos mesófilos
En la producción de derivados lácteos este tipo de cultivo se utiliza en la elaboración de quesos madurados y frescos como:  Barra, Pategras, Gouda, Fresco (crema) y Mozzarella, dentro de estos también están incluidos los que se utilizan en la producción del kumis.
Algunas de estas bacterias tienen la propiedad de producir gas carbónico, que queda atrapado en algunos quesos dando características particulares a estos como el emmental y gruyer

#### Cultivos termófilos
Estos cultivos son utilizados para elaborar quesos que se caracterizan por sus altas temperaturas de cocción como por ejemplo Parmesano, Provolone y Suizo y la producción del yogur y otros como pseudomonas.

## Especies comunes
En las variedades de quesos, algunos son producidos sin cultivos; muchos frescos, otros madurados utilizan cultivos de diversos microorganismos para obtener sus características: 

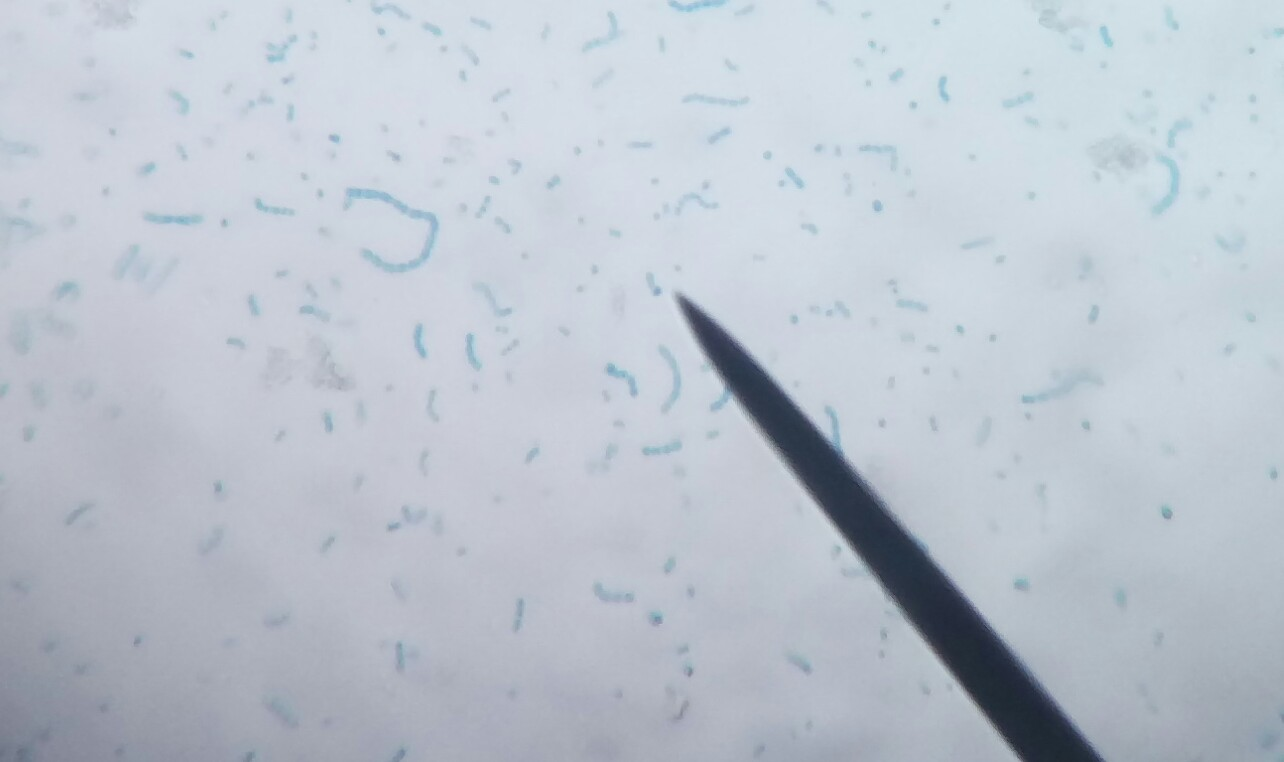
Bacterias lácticas utilizadas en yogur

- Quesos madurados por bacterias que modifican el queso en cuanto a textura, sabor, incluso color; algunos ejemplos:
  - S. thermophilus  y Lactobacillus. bulgaricus; usados en el provolone.
  - Lactococcus (Streptococcus) lactis, Leuconostoc cremoris y  Streptococcus diacetylactis; en el queso Gouda.
  - L. lactis y/o L. cremoris, en el queso Cheddar.
  - Lb. bulgaricus y S. thermophilus, en el Romano.

- Para la producción de quesos madurados por hongos se utilizan las siguientes especies de mohos:
  - Penicillium camemberti (P. candidum)  usado para producir los quesos Camembert y Brie.
  - Penicillium glaucum, usado para producir queso gorgonzola.
  - Penicillium roqueforti, que es usado para producir otros quesos azules, como Roquefort, Danish blue, Cabrales, Valdeón, etc.

Cuando se trata de bebidas lácteas fermentadas además de utilizar bacterias se utilizan levaduras. En la bebida láctea fermentada quizás más conocida, el yogur, se utilizan una mezcla simbiótica de 2 cepas: Streptococcus salivarius subsp. thermophilus (S. thermophilus) y Lactobacillus delbrueckii subsp. bulgaricus nombres utilizados hoy día. Aunque ambos se multiplican de forma independiente, el crecimiento de uno de cada uno se ve favorecido por los cambios generados por el otro.

## Reclasificación deStreptococcus
En 1985, los miembros del diverso género Streptococcus fueron reclasificados en Lactococcus, Enterococcus, Vagococcus, y Streptococcus basado en las características bioquímicas, así como moleculares. Históricamente, los estreptococos eran segregados principalmente basado en su serología, el que se había comprobado que correlacionaban bien con las definiciones taxonómicas actualizadas. Los Lactococci -anteriormente clasificadas en el grupo Lancefield N de los estreptococos- se usan extensamente como iniciadores de fermentación de lácteos, estimándose que los humanos consumen 1018 lactococci anualmente. En parte por su relevancia industrial, ambas subespecies de Lactococcus lactis (lactis y cremoris), son ampliamente usadas como modelos genéricos de investigación. L. lactis ssp. cremoris, usado en la producción de quesos duros, es el representante en laboratorios de las sepas LM0230 y MG1363. Igualmente, se emplea a L. lactis ssp. lactis en las fermentaciones de quesos blandos con el principal empleado IL1403 para laboratorios de investigación. En 2001, Bolotin et al, secuenciaron el genoma de la sepa IL1403, coincidiendo con un cambio significativo de los recursos para comprender la estructura genómica de otras BAL y sus aplicaciones. Dos L. lactis ssp. cremoris han sido secuenciados y publicados.

## Bacteriófagos y los BAL
Una gran gama de productos alimenticios, mercancía química y productos de biotecnología son manufacturados industrialmente por fermentación bacteriana a gran escala de variados sustratos orgánicos. Debido a que se estén cultivando tan grandes escalas de bacterias cada día, en grandes incubadoras para fermentación, el riesgo de contaminación por bacteriófagos es una amenaza seria para estas industrias, de detener las fermentaciones causando pérdidas económicas. La relación entre bacteriófagos y sus hospedadores bacterianos es de gran importancia en el contexto de la industria de fermentación alimenticia. Es de interés poder controlar su propagación y diseminación, crear medidas para controlar la contaminación por fagos y la creación de estrategias de defensa para restringir su presencia. La industria de lácteos ha reconocido abiertamente el problema con los fagos y ha estado trabajando desde hace décadas con investigadores académicos y compañías de iniciadores para desarrollar estas estrategias de defensa y sistemas para reducir la propagación y evolución de bacteriófagos.